# Sultanhisar (1907)
Sultanhisar – turecki torpedowiec z początku XX wieku, jedna z czterech zbudowanych we Francji jednostek typu Demirhisar. Okręt został zwodowany w 1907 roku w stoczni Schneider & Cie w Chalon-sur-Saône i w tym samym roku wcielono go w skład marynarki Imperium Osmańskiego. Torpedowiec wziął udział w I wojnie bałkańskiej i I wojnie światowej, a po remoncie w latach 20. służył pod banderą Republiki Turcji do 1928 roku. Okręt został złomowany w 1935 roku.

## Projekt i budowa
Kontrakt na budowę czterech torpedowców typu Demirhisar (a także czterech niszczycieli typu Samsun) podpisano 22 stycznia 1906 roku. Okręty zostały ostatecznie zamówione przez Turcję we Francji 25 października 1906 roku. Jednostki były identyczne z budowanymi dla Marine nationale torpedowcami typu 38-metrowego Nr 309–311 i 353–358.
„Sultanhisar” zbudowany został w stoczni Schneider & Cie w Chalon-sur-Saône. Stępkę okrętu położono w 1906 roku, a zwodowany został w 1907 roku .

## Dane taktyczno-techniczne
Okręt był torpedowcem z kadłubem wykonanym ze stali. Długość całkowita wynosiła 40,2 metra (38 metrów między pionami), szerokość 4,4 metra i zanurzenie 1,9 metra . Wyporność normalna wynosiła 97–97,5 tony, a pełna 101 ton . Jednostka napędzana była przez pionową trzycylindrową maszynę parową potrójnego rozprężania Schneider & Cie o mocy 2200 KM, do której parę dostarczały dwa kotły wodnorurkowe du Temple . Prędkość maksymalna napędzanego jedną śrubą okrętu wynosiła 26 węzłów. Zapas węgla wynosił 11,2 tony.
Na uzbrojenie artyleryjskie jednostki składały się dwa pojedyncze działka kalibru 37 mm Hotchkiss QF L/20 z zapasem 200 nabojów . Broń torpedową stanowiły trzy wyrzutnie kalibru 450 mm: jedna stała na dziobie i zamontowany na pokładzie podwójny obracalny aparat torpedowy, z łącznym zapasem pięciu torped .
Załoga okrętu składała się z 3 oficerów i od 17 do 20 podoficerów i marynarzy .

## Służba
„Sultanhisar” został wcielony w skład marynarki wojennej Imperium Osmańskiego w 1907 roku w Stambule . W maju 1909 roku wziął udział w pierwszych manewrach floty tureckiej na Morzu Marmara. Po wybuchu I wojny bałkańskiej, 10 października 1912 roku torpedowiec stacjonował w Bosforze. 14 grudnia okręt wraz z niszczycielem „Basra” oraz krążownikiem „Mecidiye” wziął udział w nierozstrzygniętej potyczce z greckimi niszczycielami „Sfendoni”, „Lonchi”, „Thyella” i „Nafkratousa”. 3 marca 1913 roku „Sultanhisar” i „Demirhisar” opuściły Dardanele i udały się pod wybrzeże Anatolii w celu odnalezienia greckiego okrętu podwodnego „Delfin”.
W momencie wybuchu I wojny światowej torpedowiec był już mocno wyeksploatowany i zdolny był do osiągnięcia prędkości zaledwie 16 węzłów . Załogę „Sultanhisara” stanowiło wówczas 4 Niemców i 32 Turków. Według stanu na 27 października 1914 roku „Sultanhisar” wchodził w skład 2. Dywizjonu Torpedowców (wraz z siostrzanymi jednostkami „Demirhisar”, „Sivrihisar” i „Hamidabad”), a jego dowódcą był Riza Mehmet. Przez większą część wojny okręty typu Demirhisar wykorzystywane były głównie do zwalczania okrętów podwodnych. 30 kwietnia 1915 roku okręt o godzinie 8:00 rano patrolując wody nieopodal Erdek na Morzu Marmara zauważył peryskop okrętu podwodnego, po czym otworzył ogień w jego kierunku. Do torpedowca dołączył wkrótce slup „Zuhaf”, który po wynurzeniu wrogiej jednostki szykował się do staranowania przeciwnika. Okrętem podwodnym był australijski HMAS AE2, którego dowódca wydał rozkaz samozatopienia; licząca trzech oficerów i 29 marynarzy załoga AE2 została podjęta przez „Sultanhisara” i po przetransportowaniu do Gallipoli trafiła do niewoli. 7 sierpnia „Sultanhisar”, holując barkę nurkową obsadzoną ekipą ratowniczą z krążownika „Midilli” przybył w rejon, gdzie poprzedniego dnia HMS E11 zatopił krążownik „Peyk-i Şevket”.
Od 14 lipca 1918 roku torpedowce „Sultanhisar”, „Akhisar”, „Draç” i „Musul” wraz z krążownikami torpedowymi „Berk-i Satvet” i „Peyk-i Şevket” jako jedyne okręty floty osmańskiej operowały aktywnie na Morzu Czarnym. W październiku okręt odstawiono do rezerwy. Po zakończeniu wojny, 29 października 1923 roku „Sultanhisar” został formalnie wcielony do nowo powstałej marynarki wojennej Republiki Turcji, choć jego stan techniczny nie pozwalał na eksploatację. W 1924 roku jednostka podjęła czynną służbę. Okręt wycofano ze składu floty w 1928 roku i złomowano w 1935 roku .